# Военно-воздушные силы КОНР
Военно-воздушные силы Русской освободительной армии (ВВС РОА) — военно-воздушные силы Комитета освобождения народов России, входившие в состав Вооруженных Сил КОНР — тактическое соединение воевавшее на стороне нацистской Германии в период Второй мировой войны.

## Предыстория
Командование военно-воздушных сил Вермахта поддерживало идею создания добровольческих частей из военнопленных для использования их в своей структуре. Весной 1942 года при военном аэродроме в Заднепровье (Смоленск) была создана рота аэродромного обслуживания. Численность роты достигала 200 человек, являвшихся добровольцами из числа советских военнопленных. В состав роты входили авиационные специалисты, такие как авиамеханики, мотористы и прочие специалисты наземных служб. Лётчики в роту не включались. Количество служащих в подобных формированиях возрастало. В итоге, к концу 1944 года в Люфтваффе служило 22,5 тысяч русских добровольцев, а в формированиях, обслуживающих средства ПВО — 120 тысяч военнопленных. Совместными усилиями «Гитлерюгенда», СС и Люфтваффе на оккупированных территориях проводилась вербовка молодого населения (в возрасте от 15 до 20 лет) в ряды «помощников Люфтваффе и ПВО» (с 4 декабря 1944 г. «Воспитанники СС») численность которых достигла 14 тысяч человек.
Первая попытка создания добровольческой авиационной части относится к августу 1942 г. При формировании РННА (Русская национальная народная армия) был поднят вопрос о организации в её составе авиазвена из пленных советских лётчиков под командовании майора Филатова. Авиазвено было создано, но самолётов не получило, так как его существование не было оговорено с немецким командованием. К идее создания русской добровольческой авиачасти вернулись только осенью 1943 г.

## Авиагруппа Хольтерса
Заметный вклад в строительство добровольческих военно-воздушных сил внёс подполковник Люфтваффе Г. Хольтерс — начальник пункта обработки разведывательных данных «Восток» в штабе командования Люфтваффе. Хольтерс, в результате анализа показаний советских лётчиков, предложил создать русское авиационное подразделение. Его соратником стал добровольно перешедший на сторону Германии бывший полковник ВВС РККА В. И. Мальцев. Для приёма лётчиков-добровольцев был создан специальный лагерь в Сувалках (Польша). Люди проходили в нём медицинское обследование, психологические тесты. Этот отборочный лагерь пополнял личным составом авиагруппу Хольтерса, находившуюся Морицфельде около Истенбурга. Летчики переучивались на немецких машинах. Некоторые принимали участие в перегонке самолётов с заводских площадок на аэродромы Восточного фронта. Вскоре авиагруппа приняла участие в воздушных боях на Восточном фронте.

## История создания
19 декабря 1944 года рейхсмаршал Герман Геринг подписал приказ о создании Военно-воздушных сил РОА, которые 4 февраля 1945 года перешли в непосредственное подчинение генерала Андрея Власова. Командующим ВВС был назначен полковник (с 2 февраля 1945 г. — генерал-майор) В. И. Мальцев. К апрелю в Мариенбаде удалось сформировать 1-й авиационный полк (командир — полковник Л. И. Байдак) в составе 5-й истребительной (16 самолётов Bf.109), 8-й бомбардировочной (12 Ju 87) и 5-й учебно-тренировочной (2 — Bf.109, 1 — Ju 87, 2 — Fi 156, 2 — У-2, 1 — He.111 и 1 — Do 17) эскадрилий. В стадии формирования находились ещё одна эскадрилья бомбардировщиков, разведывательная и транспортная эскадрильи. В составе ВВС РОА были также сформированы полк зенитной артиллерии, парашютно-десантный батальон и рота связи. В связи с ухудшением военного положения и отсутствием условий для специального обучения наземных частей было решено готовить их к использованию в качестве пехоты, а также создать условия для объединения этих подразделений и частей аэродромного обслуживания, насчитывавших в общей сложности до 5 тыс. человек, в боевое формирование в виде бригады или дивизии. Были предприняты попытки создания собственных опознавательных знаков, но ОКЛ отказалось от этой идеи, так как официальная маркировка самолётов требовала международной регистрации, на которую не было времени. Но было дано согласие скомбинировать германскую эмблему с андреевским крестом, по образцу маркировки самолётов итальянских ВВС..

## Интернирование

Командующий ВВС РОА Генерал-майор Мальцев инструктирует пилотов

В конце войны Мальцев принял решение о переходе в американскую зону. Сдача оружия 27 апреля 1945 года в Лангдорфе, между Цвизелем и Регеном, прошла организованно, в полном порядке. Американцы немедленно отделили офицеров от рядовых и распределили военнопленных на три категории (так, чтобы военные организационные формы сразу распались).
В первую группу вошли офицеры авиаполка и часть офицеров парашютно-десантного и зенитного полков. Эта группа, состоявшая из 200 человек, после временного интернирования во французском городе Шербуре была в сентябре 1945 г. передана советским властям. В их числе оказались командир истребительной эскадрильи майор С. Т. Бычков (во время службы в РККА получивший звание Героя Советского Союза) и начальник учебного штаба лётной школы, командир транспортной эскадрильи майор М. Тарновский (последний, будучи старым эмигрантом, не подлежал выдаче, но он настоял на том, чтобы разделить судьбу своих товарищей). Вторая группа — около 1 600 человек — некоторое время провела в лагере для военнопленных под Регенсбургом. Третья группа — 3 000 человек — ещё до окончания войны была переведена из лагеря для военнопленных в Каме в Нирштейн, к югу от Майнца — очевидно, это было вызвано желанием бригадного генерала Кенина спасти русских от насильственной репатриации. Действительно, обе эти группы в большинстве своём избежали выдачи, так что судьба частей военно-воздушных сил КОНР оказалась не столь трагична, как судьба 1-й и 2-й дивизий РОА.

## Структура ВВС РОА

### Штаб ВВС КОНР
Начальник штаба — полковник авиации А. Ф. Ванюшин.
Адъютант штаба — капитан авиации Н. С. Башков.
Начальник общего отдела и офицер по особым поручениям (контрразведка) — майор авиации Б. Е. Климович.
Начальник авиационного (технического) отдела и зам. начальника штаба по технической части — майор авиации А. П. Меттль (Ретивов).
Заведующая делами — Т. П. Альбова.
Начальник связи — поручик Н. Смолин.
Начальник отдела безопасности — майор В. П. Тухольников.
Начальник отдела кадров — капитан Науменко.
Начальник отдела пропаганды — майор А. П. Альбов.
Редакторы газеты «Наше крыло» — майор А. П. Альбов, А. И. Булдеев (А. Усов).
- Военный корреспондент газеты — поручик К. Е. Шпицляй (Жюно).

Начальник юридического отдела — капитан Крыжановский.
Начальник интендантской службы — поручик Г. М. Голеевский.
Начальник санитарной службы — подполковник медицинской службы В. А. Левицкий;
- врачи — капитан медицинской службы Добашкевич, капитан медицинской службы В. А. Мандрусов;
- санитар — фельдфебель А. С. Мандрусов.

### Первый авиационный полк (1. Fliegerregiment Luftwaffe der ROA)
- Командир полка — полковник авиации Л. И. Байдак.
- Заместитель командира полка — майор авиации Н. Кравец.
- Начальник штаба — майор авиации С. К. Шебалин.
- Офицер по особым поручениям (контрразведка) — поручик А. Петров.
- Адъютант — подпоручик авиации Г. И. Школьный.
- Командир роты лётно-технического резерва — поручик И. Ляхов.
- Командир роты пропаганды — капитан Кутуков;

1. офицер-пропагандист — подпоручик Платонов;
2. преподаватель — генерал-майор А. Г. Попов;
3. пропагандист — поручик Г. Коломацкий.

#### 3-я разведывательно-штурмовая эскадрилья.
- Командир — капитан С. Артёмов.
- Офицеры по особым поручениям (контрразведка) — поручик Тимченко, подпоручик Володин.

#### 5-я истребительная эскадрилья имени подполковникаА. А. Козакова
- Командир — майор С. Т. Бычков.
- Офицер по особым поручениям (контрразведка) — подпоручик Андрашитов.

#### 5-я учебно-тренировочная эскадрилья
- Командир — капитан М. В. Тарновский.

#### 2-я штурмовая эскадрилья или эскадрилья скоростных бомбардировщиков (8-я эскадрилья ночных бомбардировщиков)
- Командир — капитан Б. Р. Антилевский

#### Школа лётчиков
(в подчинении командира полка полковника авиации Л. И. Байдака)
- Начальник учебной части — капитан М. В. Тарновский.

#### Транспортная эскадрилья (в стадии формирования)
Командир эскадрильи — майор авиации М.Тарновский.

#### Лётный состав полка
- лётчики-истребители: капитан В. К. Рублевик; поручик Н. Н. Кузнецов; подпоручики А. Григорьев, Н. Рвачёв, М. Сашин.
- лётчики: капитан И. В. Шиян; поручики Н. Клещук, И. Ляхов, П. К. Песиголовец, М. Г. Швец, Н. Г. Щербина, А. А. Ярославцев; подпоручики А. Алексеев, К. Воробьёв, П. Воронин, Н. Ф. Лушпаев, В. Н. Мякишев, Недервиль, А. Овчаренко, С. Л. Павленко, В. Пискунов, П. Сердюк, А. К. Скобченко О. Соколов, В. Строкун, Л. Цветков, Н. И. Чебыкин, И. С. Шкатов; старший фельдфебель А. Корсин.

### 6-я отдельная рота связи (Luftnachtrichtenbetriebskompanie 6)
- Командир — подполковник И. В. Лантух
- Офицер по особым поручениям (контрразведка) — поручик Н. П. Харченко

### 9-й отдельный полк зенитной артиллерии (russisches Einzel-Flakregiment 9)
- Командир — полковник Ф. М. Васильев
- Командиры батарей — капитан Т. Нарочевский, поручик А. Легин
- начальник полковой учебной команды — поручик А. Жуков

### 9-й отдельный парашютно-десантный батальон (отряд) (russisches Einzel-Fallschirmjägerbataillon 9)
- Командир — майор А. Л. Безродный
- Офицер по особым поручениям (контрразведка) — подпоручик И. Устюжанин
- Командир 1-й роты — капитан Г. Н. Сперанский
- Командир 2-й роты — капитан Смирнов
- Командир 3-й роты — капитан Тищенко